# Маркова (Слободо-Туринський район)
Ма́ркова (рос. Маркова) — присілок у складі Слободо-Туринського району Свердловської області. Входить до складу Слободо-Туринського сільського поселення.
Населення — 17 осіб (2010, 36 у 2002).
Національний склад населення станом на 2002 рік: росіяни — 92 %.